# كولن هوليس
كولن هوليس (بالإنجليزية: Colin Hollis)‏ هو سياسي أسترالي، ولد في 30 مايو 1938 في أستراليا. حزبياً، نشط في حزب العمال الأسترالي.